# High Speed (datorspel)
High Speed är ett flipperspel till NES. Det utvecklades av Rare, utkom 1991 och är baserat på det ursprungliga flipperspelet med samma namn.

### Fotnoter
1. 1 2  ”High Speed”. NES DB. 4 mars 1991. Arkiverad från originalet den 26 april 2014. https://web.archive.org/web/20140426233807/http://www.nesdb.se/game_more.php?id=657&rid=1. Läst 25 april 2014.